# Vivica A. Fox

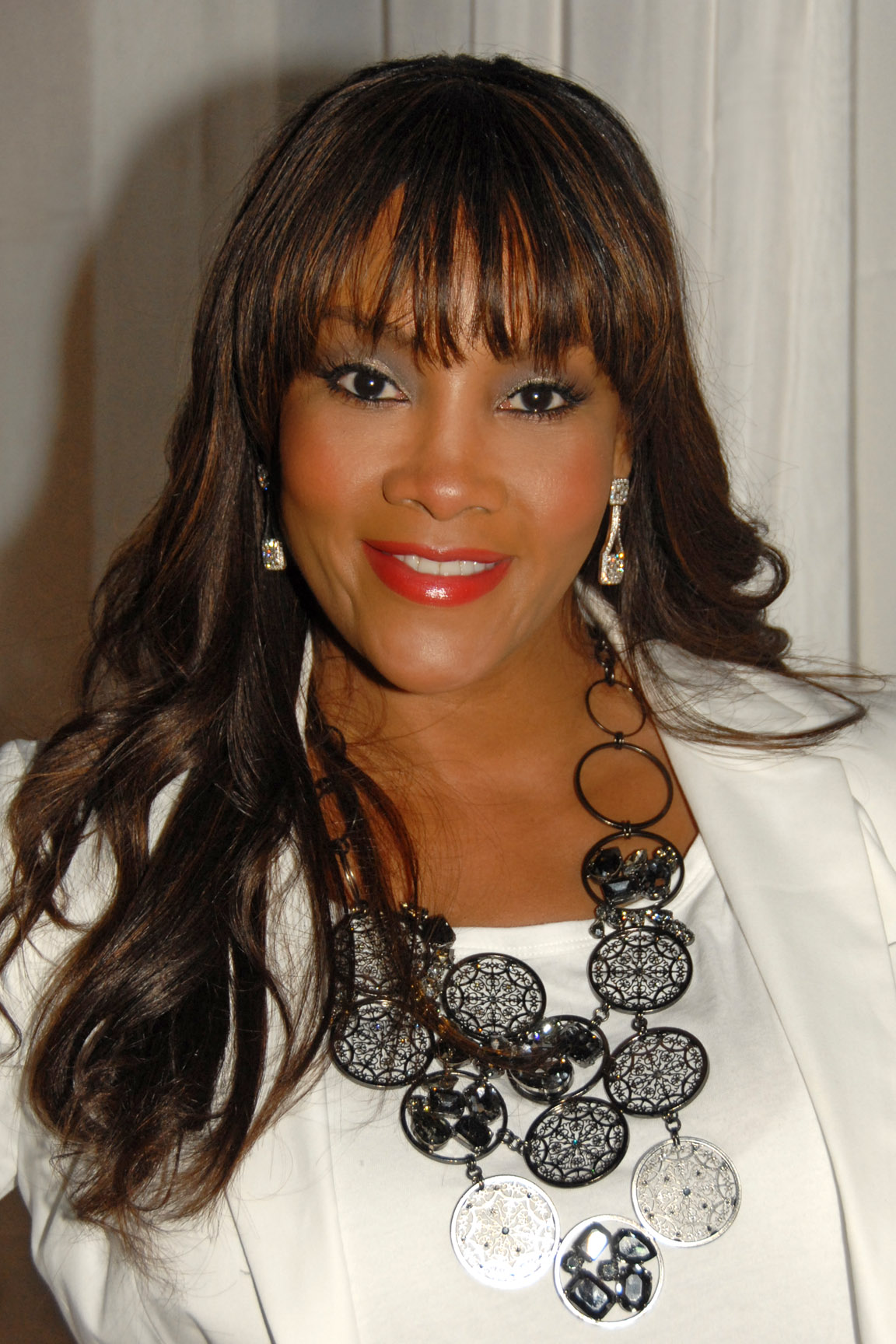
Vivica A. Fox (2010)

Vivica Anjanetta Fox (* 30. Juli 1964 in South Bend, Indiana) ist eine US-amerikanische Schauspielerin.

## Biografie
Vivica Fox ist die Tochter von William und Everlyena Fox. Sie wurde als jüngstes von vier Kindern in South Bend geboren und wuchs in Indianapolis auf. Sie besuchte das Golden West College in Huntington Beach, Kalifornien, das sie mit einem Abschluss in Sozialwissenschaften verließ.
Fox hatte ihr Kino-Debüt mit einer Nebenrolle in dem Film Geboren am 4. Juli von Oliver Stone mit Tom Cruise. Ein erster Erfolg war die komödiantische Leistung in der Frankie Lymon Biografie Why do Fools Fall in Love? mit Halle Berry. Größere Bekanntheit erlangte sie durch ihre Rolle in Independence Day im Jahr 1996. Gleiches gelang ihr mit dem Auftritt in Kill Bill – Volume 1 2003. Ihr Schaffen umfasst mehr als 180 Film- und Fernsehproduktionen.
Fox wurde 1997 von dem People Magazine unter die „50 schönsten Menschen der Welt“ (50 Most Beautiful People in the World) gewählt. Die Leser des Männermagazins Black Men Magazine wählten sie unter die 10 erotischsten Frauen 2001 (The 10 Sexiest Women of 2001).
Für eine Szene in Independence Day wurde sie zusammen mit Will Smith mit einem MTV Movie Award in der Kategorie Bester Kuss ausgezeichnet. Zwischen 2004 und 2006 spielte Fox in der Fernsehserie Missing – Verzweifelt gesucht die Rolle der FBI-Agentin Nicole Scott.
2021 nahm sie als Mother Nature an der sechsten Staffel des US-amerikanischen Ablegers von The Masked Singer teil und belegte den vorletzten von 16 Plätzen.

## Privates
Im Dezember 1998 heiratete sie den Sänger Christopher Harvest. Die Ehe wurde 2002 geschieden.

## Filmografie (Auswahl)
- 1988: China Beach (Fernsehserie, zwei Folgen)
- 1989: Geboren am 4. Juli (Born on the Fourth of July)
- 1991: Beverly Hills 90210 (Fernsehserie, Folge 2x32)
- 1991: Der Prinz von Bel-Air (The Fresh Prince Of Bel-Air, Fernsehserie, Folge 1x19)
- 1992–1993: Out All Night (Fernsehserie, 19 Folgen)
- 1996: Hip Hop Hood – Im Viertel ist die Hölle los (Don't Be a Menace to South Central While Drinking Your Juice in the Hood)
- 1996: Independence Day
- 1996: Set It Off
- 1997: Booty Call – One-Night-Stand mit Hindernissen (Booty Call)
- 1997: Arsenio (Fernsehserie, sechs Folgen)
- 1997: Soul Food
- 1997: Batman & Robin
- 1997: Die Bibel – Salomon (Solomon, Fernsehfilm)
- 1998: Why Do Fools Fall in Love – Die Wurzeln des Rock ’n’ Roll (Why Do Fools Fall In Love)
- 1998: Alles rein persönlich (Getting Personal, Fernsehserie, 17 Folgen)
- 1999: Die Killerhand (Idle Hands)
- 1999: Tötet Mrs. Tingle! (Teaching Mrs. Tingle)
- 1999: Ich bin Du, und Du bist ich (A Saintly Switch, Fernsehfilm)
- 2000: City of Angels (Fernsehserie, 13 Folgen)
- 2001: Die doppelte Nummer (Double Take)
- 2001: Kingdom Come – Die lieben Verstorbenen (Kingdom Come)
- 2001: Die 10 Regeln der Liebe (Two can play that game)
- 2001: Emilys Geheimnisse (Little Secrets)
- 2002: Boat Trip
- 2002: Mister Sister – Eine Drag Queen in der Liga (Juwanna Mann)
- 2002: What’s Up, Dad? (My Wife and Kids, Fernsehserie, Folge 3x09)
- 2002–2003: Ozzy & Drix (Fernsehserie, sechs Folgen)
- 2003: Kill Bill – Volume 1
- 2003: Ride or Die – Fahr zur Hölle, Baby! (Ride or Die)
- 2003–2006: Missing – Verzweifelt gesucht (Missing, Fernsehserie, 37 Folgen)
- 2004: Kill Bill – Volume 2
- 2004: Ella – Verflixt & zauberhaft (Ella Enchanted)
- 2004: Blast
- 2004: Motives – Wenn Begierde zerstört (Motives)
- 2005: The Salon – Back to the Barbershop (The Salon)
- 2006: Hard Corps (The Hard Corps)
- 2006: Citizen Duane
- 2007: Kickin It Old Skool
- 2007: Motives 2
- 2007: Three Can Play That Game
- 2007: Cover
- 2007: Father of Lies
- 2007–2009: Lass es, Larry! (Curb Your Enthusiasm, Fernsehserie, 11 Folgen)
- 2008: Law & Order (S19F06:  Stricher, Stalker, Schwindler)
- 2008: San Saba
- 2008: Major Movie Star
- 2008: Das tierische Wettrennen – Hase gegen Schildkröte (Unstable Fables: Tortoise vs. Hare, Stimme)
- 2010: Junkyard Dog
- 2010: Miss Nobody
- 2010: Trapped: Haitian Nights
- 2010: Drop Dead Diva (Fernsehserie, Folge 2x03)
- 2010: Love Chronicles: Secrets Revealed
- 2010: The Land of the Astronauts
- 2010: Pastor Jones: The Complete First Season
- 2010–2013: Mission Scooby-Doo (Scooby-Doo Mystery Incorporated, Fernsehserie, 20 Folgen, Stimme)
- 2011: Black Gold
- 2011: Hollywood Reality (Hollywood & Wine)
- 2011: Lord All Men Can't Be Dogs
- 2011: Melissa & Joey (Fernsehserie, Folge 1x17)
- 2011: A Holiday Heist
- 2011: Cheaper to Keep Her
- 2011: Searching for Angels
- 2011: 1 Out of 7
- 2012: The Marriage Chronicles
- 2012: Raising Hope (Fernsehserie, Folge 2x19)
- 2012: Black November
- 2012: In the Hive
- 2012: Solid State
- 2012–2013: Mr. Box Office (Fernsehserie, 24 Folgen)
- 2013: Crosstown
- 2013: Caught on Tape
- 2013: The Pastor and Mrs. Jones
- 2013: Doctor Bello
- 2013: Line of Duty
- 2013: Home Run: Die 2. Chance
- 2013: Queen City
- 2013: Scooby-Doo! Stage Fright (Stimme)
- 2013: It's Not You, It's Me
- 2013: The Power of Love
- 2013: So This Is Christmas
- 2013: A Christmas Wedding
- 2014: Whatever She Wants
- 2014: Q
- 2014: Sharknado 2 (Sharknado 2: The Second One, Fernsehfilm)
- 2014: Terms & Conditions
- 2014: Cool Cat Saves the Kids
- 2014: Mercenaries
- 2014: 30 Days in Atlanta
- 2015: Chocolate City
- 2015: Assassin’s Game (Terms & Conditions)
- 2015: 6 Ways to Die
- 2015: The Good, the Bad, and the Dead (4Got10)
- 2015: Golden Shoes
- 2015: Carter High
- 2015: Sharknado 3 (Sharknado 3: Oh Hell No!, Fernsehfilm)
- 2015–2020: Empire (Fernsehserie, 25 Folgen)
- 2016: Gibby
- 2016: Independence Day: Wiederkehr
- 2016: Chocolate City: Vegas Strip (Chocolate City: Vegas)
- 2017: Fat Camp
- 2017: Girls United – Der große Showdown (Bring It On: Worldwide #Cheersmack)
- 2018: Garlic & Gunpowder
- 2018: Humble Pie
- 2018: The Sky Princess
- 2018: Sharknado 6: The Last One (The Last Sharknado: It’s About Time, Fernsehfilm)
- 2018: The Wrong Cruise (Fernsehfilm)
- 2018: The Wrong Friend
- 2018: American Nightmares (Mr. Malevolent)
- 2018: Kinky
- 2018: Cool Cat Kids Superhero
- 2018–2019: The Bay (Fernsehserie, vier Folgen)
- 2019: Crossbreed
- 2019: Caretakers
- 2019: Dead End
- 2019: The Wrong Stepmother (Fernsehfilm)
- 2019: The Wrong Boy Next Door (Fernsehfilm)
- 2019: The Wrong Mommy (Fernsehfilm)
- 2019: The Wrong Tutor (Fernsehfilm)
- 2019: The Wrong Cheerleader (Fernsehfilm)
- 2019: Fire and Rain
- 2019: 2nd Chance for Christmas
- 2019: Christmas Matchmakers (Fernsehfilm)
- 2020: The Wrong Housesitter (Fernsehfilm)
- 2020: Hooking Up
- 2020: Rev
- 2020: A Beautiful Distraction
- 2020: The Wrong Wedding Planner (Fernsehfilm)
- 2020: The Wrong Stepfather (Fernsehfilm)
- 2020: Arkansas
- 2020: The Wrong Cheerleader Coach (Fernsehfilm)
- 2020: True to the Game 2
- 2020: Christmas Together (Fernsehfilm)
- 2021: The Wrong Real Estate Agent (Fernsehfilm)
- 2021: The Wrong Fiancé (Fernsehfilm)
- 2021: The Wrong Mr. Right (Fernsehfilm)
- 2021: The Wrong Prince Charming (Fernsehfilm)
- 2021: The Wrong Valentine (Fernsehfilm)
- 2021: Secret Society
- 2021: Aquarium of the Dead
- seit 2021: Keeping Up with the Joneses (Fernsehserie)
- 2021: The Masked Singer (Fernsehsendung, Teilnehmerin Staffel 6, 15. Platz)
- 2021: The Wrong Cheer Captain (Fernsehfilm)
- 2022: The Wrong Blind Date (Fernsehfilm)
- 2022: The Wrong High School Sweetheart (Fernsehfilm)
- 2022: Black-ish (Fernsehserie, Folge 8x08)
- 2022: Due Season
- 2022: Harmony in Paradise (Fernsehfilm)
- 2022: A Cozy Christmas Inn (Fernsehfilm)
- 2022: A Marriage Made in Heaven
- 2022: Bobcat Moretti
- 2022: Holiday Hideaway
- 2022: Dognapped: Hound for the Holidays (Fernsehfilm)
- 2022: A New Diva's Christmas Carol (Fernsehfilm)
- 2023: Twisted House Sitter 2
- 2023: Sworn Justice: Taken Before Christmas (Fernsehfilm)
- 2023: A Christmas Intern (Fernsehfilm)
- 2024: The Wrong Life Coach (Fernsehfilm)
- 2024: Bosco
- 2024: Finding Faith
- 2024: Not Another Church Movie
- 2024: The Lost Holliday
- 2024: Every Day

## Auszeichnungen
- 1996: MTV Movie Award: Best Kiss (Independence Day)
- 1998: Black Reel Award: Beste Darstellerin auf dem Acapulco Black Film Festival (Soul Food)